# Phyllophaga laevigata
Phyllophaga laevigata är en skalbaggsart som beskrevs av Blanchard 1851. Phyllophaga laevigata ingår i släktet Phyllophaga och familjen Melolonthidae. Inga underarter finns listade i Catalogue of Life.